# Pórtico de Vipsânia
Pórtico de Vipsânia (em latim: Porticus Vipsania) foi um pórtico da Roma Antiga edificado no lado oeste do Campo de Agripa, no lado leste da Via Lata, no Campo de Marte, em Roma. Foi iniciado por Vipsânia Pola, irmã do general e estadista Marco Vipsânio Agripa, e finalizado pelo imperador Augusto (r. 27 a.C.–14 d.C.) após 7 a.C.. Segundo Marcial, o pórtico localizava-se próximo a uma porta, talvez a Porta Quirinal, visível de sua residência, que situava-se no clivo que levava do Templo de Quirino ao Templo de Flora.
O Pórtico de Vipsânia abrigava um mapa, pintado ou mosaico, do mundo conhecido mandado preparar por Agripa, bem como uma plantação de loureiros. Em 68-69, durante a crise provocada pelo Ano dos Quatro Imperadores, tropas sublevadas no exército ilírio acamparam no pórtico. Pelo século IV, o pórtico ainda existia e foi mencionado nos Catálogos Regionais corrompida de Pórtico de Gipsânio (em latim: Porticus Gypsaniani). Escavações realizadas nos anos 1920 revelaram vestígios, próximo à moderna Via do Tritão, duma colunata que teria formado a porção sul do pórtico.

## Mapa de Agripa
A principal fonte sobre a obra geográfica de Agripa é Plínio, o Velho. Dos livros III a VI da História Natural, Plínio faz menção 30 vezes ao texto de Agripa no qual é fornecida as medições de diferentes partes do mundo (províncias, mares, ilhas, etc.) com algumas observações adicionais. Além disso, em duas ocasiões, Plínio faz menção à existência de uma carta no interior do Pórtico de Agripa. Ele também designa o texto de Agripa como Comentários (em latim: Commentarii).
Esse uso de cartas cartográficas em pórticos com o tempo seria imitado em algumas vilas romanas. O reitor do século III Eumênio, a discursar em 298 acerca da restauração das escolas, menciona longamente a presença de uma mapa num pórtico de Augustoduno (atual Autun) na Gália.

## Localização
| Planimetria do Campo de Marte central |
| --- |
| Termas de Nero Estádio de Domiciano Panteão Basílica de Netuno Termas de Agripa Estagno ? Odeão de Domiciano Ínsulas da época de Adriano Galpões militares? Galpões militares? Galpões militares? Septa Júlia Diribitório Pórtico dos Deuses Água Virgem Arco de Cláudio Pórtico de Vipsânia Quartel da I coorte dos vigiles Iseu Templo de Minerva Calcídica Altar de Marte Via Flamínia Via Flamínia Templo de Adriano Templo de Matídia Teatro de Pompeu Templos do Largo Argentina Pórtico de Minúcio Coluna de Marco Aurélio T. de M. Aurélio e Faustina (?) Arco de M. Aurélio (?) Coluna de Antonino Pio Ustrino de Faustina Maior Ustrino de Faustina Menor Via Reta Pórtico e Templo de Bom Evento Pórtico de Pompeu Arco Novo Pórtico de Meleagro Pórtico dos Argonautas Piazza della Rotonda Vila Pública |